# フレデリック・シニストラ
フレデリック・シニストラ（フランス語: Frédéric Sinistra、1980年1月13日 - 2021年12月15日）は、ベルギーのキックボクサー。愛称はアンダーテイカー（The Undertaker）。スラン出身で、幼少期から独学でキックボクシングを習得し、16歳で選手として活動を始めた。その後、国内の選手権で4回、世界選手権で計3回のタイトルを獲得し、いっときは『ベルギーで最強の男』と評された。2010年11月27日にステファン・レコと試合し勝利した。また2015年10月23日にはゼバット・ポーツラックと試合し勝利した。2009年2月8日にバダ・ハリと試合し敗北した。また2018年8月4日にはグレゴリー・トニーと試合し敗北した。いっぽう、COVID-19ワクチンを拒否しており、2021年11月末に新型コロナウイルスに感染した際入院したが自主的に退院し、数週間後自宅で新型コロナウイルス感染症の合併症により41歳で死亡した。